# José Angel Mendieta
José Angel Mendieta (ur. 16 października 1991) – kubański lekkoatleta specjalizujący się w wielobojach.
Podczas mistrzostw świata juniorów w 2010 zajął piąte miejsce w dziesięcioboju. W 2012 zwyciężył w mistrzostwach strefy NACAC w wielobojach. W 2014 sięgnął po srebro igrzysk Ameryki Środkowej i Karaibów. Złoty medalista mistrzostw Kuby.
Rekord życiowy: dziesięciobój lekkoatletyczny – 7953 pkt. (17 marca 2013, Hawana) – 7967 pkt. (10 maja 2013, Hawana). 

## Osiągnięcia
| Rok  | Impreza                               | Miejsce | Konkurencja   | Pozycja    | Wynik     |
| ---- | ------------------------------------- | ------- | ------------- | ---------- | --------- |
| 2010 | Mistrzostwa świata juniorów           | Moncton | dziesięciobój | 5. miejsce | 7666 pkt. |
| 2012 | Mistrzostwa NACAC w wielobojach       | Ottawa  | dziesięciobój | 1. miejsce | 7792 pkt. |
| 2014 | Igrzyska Ameryki Środkowej i Karaibów | Xalapa  | dziesięciobój | 2. miejsce | 7517 pkt. |